# ある貴婦人の肖像
『ある貴婦人の肖像』（あるきふじんのしょうぞう、The Portrait of a Lady）は、1996年製作のイギリス映画である。ジェーン・カンピオン監督。原作はヘンリー・ジェイムズの小説『ある婦人の肖像』。日本版DVDは2001年版に続き、字幕の異なる2011年版が発売されている。

## ストーリー
舞台は19世紀。アメリカ生まれの美しい娘イザベルは両親を亡くし、イギリスの親戚で裕福なタチェット家に身を寄せていた。利発なイザベルは周囲の人々に愛され、貴族の求婚者も現れた。アメリカ時代の恋人である青年実業家キャスパーも、海を越えてイザベルを追って来た。だが、夫に従属するだけの古風な結婚を嫌うイザベルは、一生独身でも構わないと言い放つ。
イザベルの従兄であるラルフ・タチェットもイザベルを愛していたが、結核で自分の余命がわずかであることを悟っていた。イザベルの望みが、進歩的で自立した生き方だと知っているラルフは、自分が受け継ぐべき莫大な財産がイザベルに渡るよう配慮する。だが、そうと知らないイザベルは、年上の芸術愛好家オズモンドに手もなく籠絡され、結婚を決めてラルフを失望させた。
イザベルにオズモンドとの結婚を決意させたのは、イザベルにとって憧れの存在である未亡人マダム・マールだった。しかし、マダム・マールとオズモンドの狙いはイザベルの財産であり、愛のない結婚生活はイザベルの快活さを失わせて行った。
表向きは幸福な上流夫人としてローマで暮らすイザベル。しかし、夫のオズモンドは優雅な生活と芸術だけを愛し、妻を従わせるために精神的な迫害を加え続けた。息苦しい生活の中で、ローマを訪れたラルフやキャスパー達と再会するイザベル。だが、イザベルは愛する従兄のラルフにも、弱みを見せることが出来なかった。
帰国したラルフが危篤に陥ったことを知り、高圧的な夫の制止を振り切ってイギリスに戻るイザベル。イザベルの苦悩を見抜いていたラルフは、ローマへは帰らずにこの館で暮らせと言い残す。ラルフの葬儀の後、キャスパーが再びイザベルに求婚した。しかし、イザベルの眼には、ローマへと続くまっすぐな道が見えていた。
（ローマへ戻るというシナリオの具体的な表現は、編集の段階でカットされた）

## キャスト
※括弧内は日本語吹替
- イザベル・アーチャー - ニコール・キッドマン（田中敦子）
- ギルバート・オズモンド - ジョン・マルコヴィッチ（松橋登）
- マダム・マール - バーバラ・ハーシー（弥永和子）
- ヘンリエッタ・ストックポール - メアリー＝ルイーズ・パーカー（佐藤しのぶ）
- ラルフ・タチェット - マーティン・ドノヴァン（牛山茂）
- ウォーバトン卿 - リチャード・E・グラント（有本欽隆）
- キャスパー・グッドウッド - ヴィゴ・モーテンセン（田中正彦）
- パンジー・オズモンド - ヴァレンティナ・チェルヴィ（大坂史子）
- エドワード・ロジェ - クリスチャン・ベール（高瀬右光）
- ジェミニ伯爵夫人 - シェリー・デュヴァル（宮寺智子）
- タチェット翁 - ジョン・ギールグッド（藤本譲）
- タチェット夫人 - シェリー・ウィンタース（火野カチコ）

## 製作・エピソード
ヘンリー・ジェイムズは原作小説で、ヒロインの最後の決断を描かず、イギリスからローマに戻ったことだけを他の登場人物に語らせて終っている。結末の曖昧さに関しては、ジェイムズ自身が創作ノートに「読者に委ねた」と記しており、複数の研究者がその後のヒロインの人生について仮説を立てて論じている。映画脚本では、ヒロインがローマに戻ったと語る友人の場面の後に、義理の娘をヒロインが修道院から連れ出すという、原作にない場面が書き足されていたが、両場面とも編集段階でカットされた。